# Kaap Pogibi
Kaap Pogibi (Russisch: Мыс Погиби) is een kaap aan de westelijke kust van het Russische eiland Sachalin, aan de Straat Nevelskoj, tegenover Kaap Lazarev. Het is bekend als de plek waar de geplande Sachalintunnel zou moeten eindigen; een spoortunnel die het eiland met het vasteland zou moeten verbinden. Momenteel wordt er gekeken naar nieuwe plannen voor een verbinding, waarbij ook naar een mogelijke brug wordt gekeken.
Bij de kaap ligt de gelijknamige plaats Pogibi. De naam is afgeleid van het Nivch woord pohobi (погоби ): "keerpunt". De verklaring "ongelukskaap" van het russische "погибель" "verdoemenis" rust op een misverstand.